# Nachrichtengerätemechaniker
Die Ausbildung als Nachrichtengerätemechaniker ist seit Ende 1997 nicht mehr möglich. Sie wurde zwischenzeitlich mehrmals neu geordnet und war vergleichbar mit der des Elektromechanikers. Die derzeitigen Nachfolgeberufe sind: Elektroniker für Geräte und Systeme und Systeminformatiker. Die heute noch geführte BKZ der Bundesagentur für Arbeit lautet 3144 mit einer Spezialisierung von 01 bis 04 am Ende der BKZ.

## Tätigkeiten und Aufgaben
Die Arbeit eines Nachrichtengerätemechanikers betrifft vor allem den Bereich der Elektronik und Unterhaltungselektronik sowie der Fernmeldetechnik. Zu den Aufgaben gehört der Gehäusebau für Sondergeräte und das Verdrahten der Bauteile nach Schaltplan. Neben Aufbau-, Wartungs- und Instandsetzungsarbeiten führt er auch Funktionsprüfungen durch. Er kann sowohl in der industriellen Fertigung elektronische und nachrichtentechnische Bauteile z. B. zu Richtfunkanlagen oder Radio- bzw. Satellitenübertragungsanlagen zusammensetzen als auch im Handwerk z. B. umfangreiche Car-HiFi-Anlagen oder Alarm-Meldesysteme nach Schaltplan verbauen. 
Da der Ausbildungsinhalt sowohl Metall-, Holz- und Kunststoffbearbeitung auf Maß als auch fortgeschrittene messtechnische Kenntnisse umfasst (Umgang mit dem Oszilloskop, Berechnung von Schaltungen für den Einsatz von Operationsverstärkern und selbständige Fehlerdiagnose z. B. von Signalanlagen), können Nachrichtengerätemechaniker vielseitig eingesetzt werden.

## Zugangs- und Weiterbildungsmöglichkeiten
Zugangsvoraussetzung war in der Regel ein Hauptschulabschluss. Da der Beruf als erste Stufe in der dreigliedrigen Elektromechanik-Ausbildung vorgesehen war, folgte auf Wunsch die Weiterbildung zum Informationselektroniker bzw. Techniker oder Industriemeister für Elektrotechnik. 